# Loobeekdal
Het Loobeekdal is een natuurgebied ten zuiden van Merselo.
Het betreft een aantal vochtige graslanden en bosjes in het dal van de Loobeek. De bosjes omvatten elzen en wilgen, en op drogere delen ook berken en naaldhout.
Het gebied, eigendom van Staatsbosbeheer, bedroeg aanvankelijk 65 ha, verspreid over diverse percelen. Onder meer het Waterschap Peel en Maasvallei heeft in 2010 nog 34,5 ha aangekocht voor de herinrichting van de Loobeek, waarbij in waterberging, nieuwe natuur en hermeandering van de Loobeek werd voorzien. De werkzaamheden waren in 2015 voltooid.
Een merkwaardigheid in het gebied is een tienstammige els.
In het Lookbeekdal ligt de Weverslose Schans.